# Vesa Kallio
Vesa Kallio (Valkeoski, 1980. szeptember 6. –) finn motorversenyző, korábban a MotoGP 125 köbcentiméteres géposztályában versenyzett. Testvére, Mika szintén motorversenyző.
A sorozatban 2003-ban mutatkozott be, ebben az évben nem szerzett pontot. A következő évben is maradt, ekkor egyetlen pontot tudott szerezni. Ezzel a 33. helyen végzett.

## Külső hivatkozások
- Hivatalos honlapja
- Profilja a MotoGP hivatalos weboldalán[halott link]